# Union der Islamisch-Albanischen Zentren in Deutschland
Die Union der Islamisch Albanischen Zentren in Deutschland (UIAZD) ist ein 2007 gegründeter Dachverband muslimischer Albaner in Deutschland.
Sie hat ihren Sitz in Düsseldorf.
Nach eigenen Angaben sind die Mitglieder 37 Moscheevereine, unter anderem in Hamburg, München, Düsseldorf, Ludwigshafen, Frankfurt, Remscheid, Bremen, Dortmund, Ingolstadt, Stuttgart („Islamisch-Albanisches Zentrum e. V.“ und „Islamisch-Albanisches Zentrum Kosovos“), Duisburg („Albanisches Islamisches Kulturzentrum“ und „Islamisches Albanisches Kulturzentrum“), Troisdorf, Schwäbisch Gmünd (Islamisch albanisches Zentrum LËVIZJA), Karlsruhe und Nürnberg.